# 松亭駅 (江原道)
松亭駅（ソンジョンえき）は朝鮮民主主義人民共和国江原道伊川郡にある、朝鮮民主主義人民共和国鉄道省の駅である。

## 隣の駅
朝鮮民主主義人民共和国鉄道省
青年伊川線
支上駅 - 松亭駅 - 伊川青年駅